# Euryglossa pammicta
Euryglossa pammicta là một loài Hymenoptera trong họ Colletidae. Loài này được Exley mô tả khoa học năm 1976.